# Schwedischer Fußball-Supercup
Der Schwedische Fußball-Supercup (schwed.: Supercupen) war ein schwedischer Fußballwettbewerb für Vereinsmannschaften. Zur Ermittlung des Gewinners traten zwischen 2007 und 2015 jährlich nach dem Ende oder vor dem Beginn einer Spielzeit der amtierende Landesmeister gegen den amtierenden Pokalsieger an. Sollte der Meister auch amtierender Pokalsieger sein, spielte er gegen den Tabellenzweiten.
Der Supercupen wurde 2007 erstmals ausgetragen. Im Männerbereich trugen sich bis zum Erfolg des Pokalsiegers Helsingborgs IF 2011 jeweils nur die Landesmeister in die Siegerliste ein. Nachdem der Wettbewerb in den ersten Jahren nur geringfügig das Zuschauerinteresse geweckt hatte, übertraf die Zuschauerzahl beim Wettbewerb 2011 Männern erstmals 10.000 Anhänger. In den folgenden Jahren wurde diese Marke jedoch nicht mehr erreicht. Anfang 2016 beschloss der Verband letztlich die Einstellung des Wettbewerbs, da das Publikumsinteresse – sowohl bei den Stadionbesuchern als auch den Fernsehzuschauern – hinter den Erwartungen zurückgeblieben war.

## Die Endspiele im Überblick
| Datum             | Meister         | Ergebnis             | Pokalsieger     | Torschützen                                                          | Spielort                | Zuschauer |
| ----------------- | --------------- | -------------------- | --------------- | -------------------------------------------------------------------- | ----------------------- | --------- |
| 31. März 2007     | IF Elfsborg     | 1:0                  | Helsingborgs IF | Keene (55.)                                                          | Borås Arena, Borås      | 1.240     |
| 22. März 2008     | IFK Göteborg    | 3:1                  | Kalmar FF       | Wallerstedt (24., 82.), Jonsson (67.) – Santin (87.)                 | Ullevi, Göteborg        | 1.643     |
| 21. März 2009     | Kalmar FF       | 1:0                  | IFK Göteborg    | Mendes (89.)                                                         | Fredriksskans, Kalmar   | 2.305     |
| 6. März 2010      | AIK Solna       | 1:0                  | IFK Göteborg1   | Flávio (22.)                                                         | Råsundastadion, Solna   | 2.537     |
| 19. März 2011     | Malmö FF        | 1:2                  | Helsingborgs IF | Figueiredo (16.) – Nilsson (2.), Sundin (90.)                        | Swedbank Stadion, Malmö | 10.362    |
| 24. März 2012     | Helsingborgs IF | 2:0                  | AIK Solna1      | Bouaouzan (58., 70.)                                                 | Olympia, Helsingborg    | 5.590     |
| 10. November 2013 | Malmö FF        | 3:2                  | IFK Göteborg    | Forsberg (42., 48.), Molins (90.) – Haglund (45.), Vibe (55.)        | Swedbank Stadion, Malmö | 2.787     |
| 9. November 2014  | Malmö FF        | 2:2 n. V., 5:4 i. E. | IF Elfsborg     | Kiese Thelin (90.), Forsberg (110.) – Claesson (21.), Prodell (120.) | Malmö Stadion, Malmö    | 1.266     |
| 8. November 2015  | IFK Norrköpping | 3:0                  | IFK Göteborg    | Fransson (3.), Nyman (15.), Kujović (43.)                            | Nya Parken, Norrköping  | 2.662     |

- 1Als Tabellenzweiter, da der Meister auch Pokalsieger war.

### Rangliste der Sieger
| Verein          | Titel | Jahr(e)    |
| --------------- | ----- | ---------- |
| Helsingborgs IF | 2     | 2011, 2012 |
| Malmö FF        | 2     | 2013, 2014 |
| IF Elfsborg     | 1     | 2007       |
| IFK Göteborg    | 1     | 2008       |
| Kalmar FF       | 1     | 2009       |
| AIK Solna       | 1     | 2010       |
| IFK Norrköping  | 1     | 2015       |